# Renia pastoralis
Renia pastoralis là một loài bướm đêm trong họ Noctuidae.